# Juniperus jaliscana
Juniperus jaliscana é uma espécie de conífera da família Cupressaceae.
Apenas pode ser encontrada no México.